# Jens Hardeland

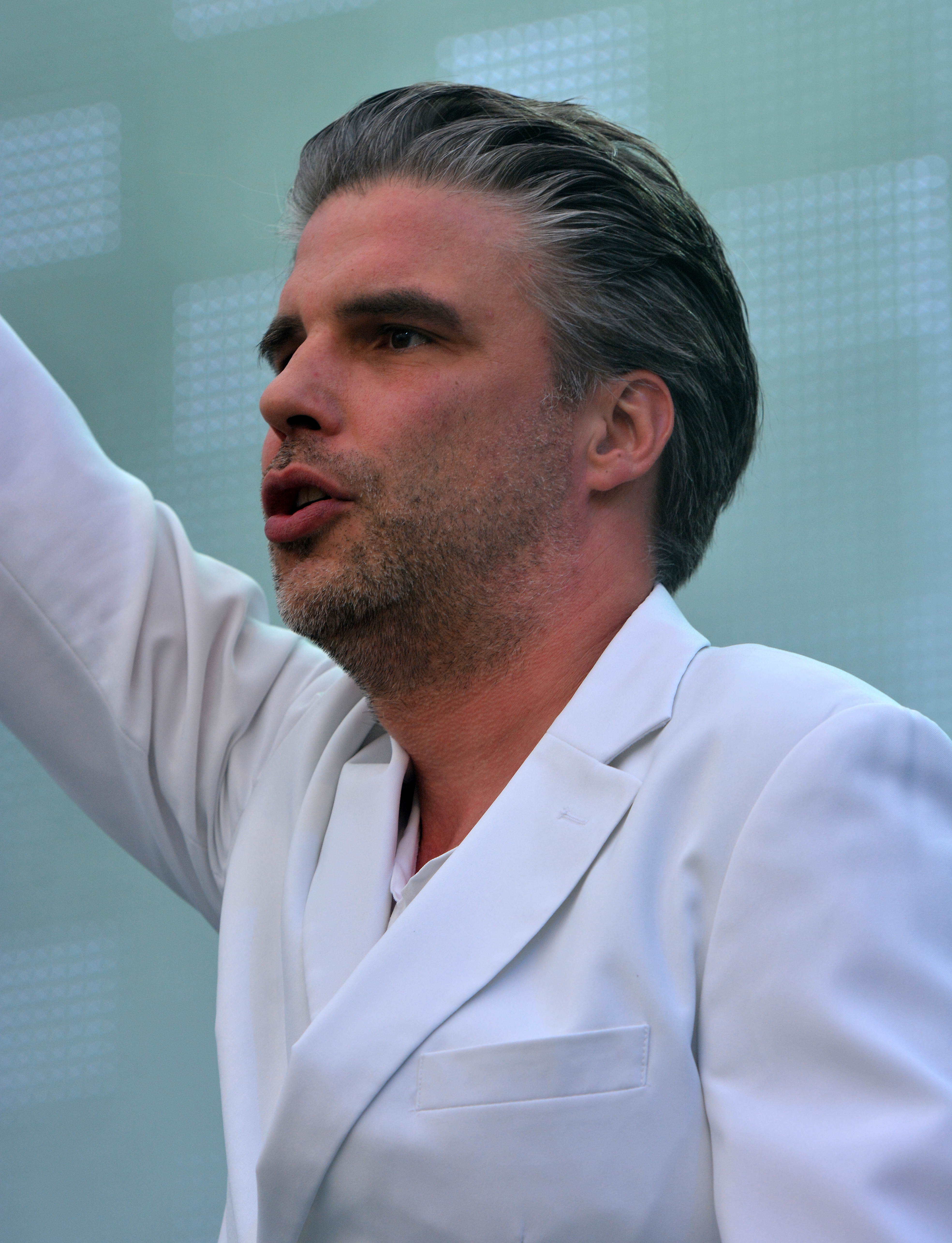
Jens Hardeland beim 825. Hamburger Hafengeburtstag 2014

Jens Hardeland (* 24. Mai 1972 in Godshorn) ist ein deutscher Hörfunkmoderator, der zurzeit für NDR 2 tätig ist.

## Karriere
Nach einem BWL-Studium an der Friedrich-Alexander-Universität Erlangen-Nürnberg moderierte Hardeland zunächst zwischen 1996 und 2000 bei Radio Gong in Nürnberg die Morgensendung und wechselte dann zum öffentlich-rechtlichen Sender N-Joy nach Hamburg, wo er in derselben Sendeschiene tätig war. Bis 2007 blieb er dem Sender treu und wechselte dann für vier Jahre zu radio ffn nach Hannover. Vom 8. August 2011 bis 1. Juli 2022 moderierte er zusammen mit Andreas Kuhlage die N-Joy Morningshow. Die Sendung wurde in den Jahren 2015 und 2019 mit dem Deutschen Radiopreis in der Kategorie „Beste Morgensendung“ ausgezeichnet.
Die letzte Sendung der N-Joy Morningshow mit „Kuhlage & Hardeland“ erfolgte am 1. Juli 2022, seit 5. September 2022 moderiert Hardeland den  NDR 2 Nachmittag zusammen mit Jessica Müller.